# Ellen Raae
Ellen Raae (født 1. august 1885 i Svogerslev uden for Roskilde, død 1. december 1965 i København) var en dansk oversætter, leksikograf og forfatter.

## Baggrund
Raae var datter af lærer Wilhelm Rudolf Sørensen og hans hustru Ellen Kirstine Pedersen og voksede op i Boeslunde syd for Slagelse. Hun fik tidligt litterære ambitioner, og som 15-årig blev hun sendt på handelskursus i København og fik efterfølgende kontorpladser, men det interesserede hende ikke. Hun vendte i stedet tilbage til skriverierne og forsøgte sig med lidt journalistik, en novelle i ugebladet Verdensspejlet og et større manuskript, som hun uden held forsøgte at få udgivet hos Gyldendal. Som følge af de mislykkede forsøg og manglende penge rejste hun i 1908 til Argentina, hvor hun arbejdede som husholderske, tjenestepige og guvernante. I løbet af opholdet sendte hun korrespondancer til bladet Krig og Fred. Hun boede der i halvandet år frem til 1909, og efter hjemkomsten genoptog hun forsøget på at skrive en roman og flyttede til København, hvor hun boede frem til sin død, blandt andet på Frederiksberg og i Charlottenlund. I 1910 blev hun gift med og fik navn efter redaktør Alfred Raae, og samme år fik de sønnen Paul Aaris Raae. Ægteskabet blev imidlertid opløst i 1923.
Hun tog sin studentereksamen efter to års studier i 1918, og i 1926 blev hun uddannet cand.mag. i dansk og engelsk på eksamensopgaven Behandlingen av ældre dansk u og iu i Sjællandsk afleveret i 1925. Forinden havde hun arbejdet i flere år som korrekturlæser og ikke mindst oversætter. I perioden 1912-1930 oversatte hun 27 titler fra engelsk til dansk, blandt andet romaner af O. Henry og William Locke på det lille Martins Forlag.

## Karriere

### Ømålsordbogen
I 1922 blev Raae ansat som den første fast tilknyttede medarbejder ved Udvalg for Folkemaal (UfF) samtidig med den senere leder Poul Andersen, og hun forblev der indtil sin pensionering som 70-årig i 1955. Da begyndte hun arbejdet med at organisere indsamlingen af dialekter frem imod den længe savnede Ømålsordbog. I de første år var de begge stadig studerende, og til at begynde med var hun ansat som assistent til at ordne materiale og skrive sedler ud. Hun var imidlertid fuldgyldig faglig medarbejder, i det omfang kontorets drift tillod hende at være det, og i 1922 blev hun f.eks. sendt på fonetisk optegnelse til barndomssognet Boeslunde. Siden arbejdede hun med lydlig optegnelse på egnen Heden mellem Køge, Roskilde og København, der mundede ud i en samling på 15.000 sedler. I 1924 begyndte hun også at udføre opgaver for Det Danske Sprog- og Litteraturselskab i relation til deres Ordbog over det danske Sprog, hvilket hun fortsatte med helt frem til 1943. I 1930 udarbejdede hun den ene af de to fraseologiske spørgelister, der blev anvendt i forbindelse med indsamlingsarbejdet. Da man i begyndelsen af 1930'erne besluttede, at ordbogen skulle udarbejdes efter den tyske Wörter und Sachen-tankegang, blev samlingerne og redaktionsarbejdet omorganiseret og materialet således afgrænset til emner, som blev fordelt løbende mellem, og i et eller andet omfang på baggrund af de personlige interesser hos, redaktørerne. Det er ikke til at sige, om det var et udtryk for, at disse havde Raaes særlige interesse, eller det skyldtes, at hun var kvinde og derfor blev anset for at have de bedste forudsætninger, men hun redigerede i hvert fald så centrale kvindelige domæner som klæder og syning, mad, strikke og vask og spillede formentlig en ikke ubetydelig rolle i de fyldige beskrivelser af kvindelige domæner i Ømålsordbogen, i modsætning til samtidige projekter, som følge af sin høje produktivitet, faglige omhyggelighed og blotte kvindelige tilstedeværelse som en del af redaktionen.
Hun tog sig imidlertid ikke bare af de kvindelige domæner, men udarbejdede f.eks. også en spørgeliste om kalenderdage og arbejdede i forbindelse med den systematiske optegnelse af fagord, der påbegyndtes i 1932, f.eks. med emnet karetmager, hvorunder arbejdet med vogntyper greb om sig, og måske også interesserede hende, eftersom det fortsatte resten af hendes tid som redaktør. Den udprægede sans for systematik og konsekvens var noget af det, der udmærkede Raaes redaktionsarbejde, men viste sig også som en svaghed i de tilfælde, hvor ordbogsredaktion skal balancere konsekvente beslutninger og lydhørhed over for brugernes inkonsekvens. Hendes sans for systematik kom også til udtryk i de såkaldte synonymkredse, hun udarbejdede til emnerne Liv og især Plantenavne, hvor sidstnævnte formentlig også blev båret frem af et betydeligt personligt engagement.

### Litterær karriere
Hun var 53 år, da hun debuterede med romanen Den anden Kind (1938), som hun senere strøg af forfatterskabet. Hun forblev ikke desto mindre ganske produktiv resten af livet og udgav yderligere syv realistiske romaner, der kredsede om rejsen fra provinsen til storbyen, tidens kvinder, der kom fra en opdragelse til tavshed og brød med traditionerne og valgte uddannelse og en moderne, selvstændig tilværelse i byen, samt deres ganske ofte chokagtige møde med mænd og seksualiteten. Det er værd at bemærke, at Raae selv kunne karakteriseres som et eksempel på en sådan kvinde, og var ifølge bekendte ikke typen, der syede sit eget tøj eller lavede husflid, men derimod en moderne kvinde og et bymenneske, der gik op i mode og altid var smart klædt på. Hun var gennem sit forfatterskab da også vedvarende optaget af samtiden, der i hendes tilfælde rummede to verdenskrige, bevægelsen mellem landsbyliv og storbymodernitet, som hun tager under kærlig behandling i Bag den grønne Laage fra 1942, der omhandler den undertrykkende provinsbarndom, samt kvindens kamp mod manden, seksuelt og socialt, og samfundets normer. De unge kvinder i hendes romaner er ofte begrænset af deres køns skæbne, hvilket åbner for et tema, der giver navn til et centralt værk i forfatterskabet, Frigørelsen, fra 1949, der beretter om to kvinders psykiske og fysiske rejse mellem fortid og nutid og deres symbolske forening i én kvindeskikkelse, idet Raaes personer ofte fungerer som spejle for hinanden og kan læses som forskellige sider af kvindens eksistens, altimens Gæsten fra 1955 står tilbage som et frontalt angreb på manden, der er i evig kamp med kvinden, ligesom kvinden er i kamp med sig selv.
Raae tilhørte en generation af kvinder, for hvem statsborgerskabet var blevet erobret, uden at denne erobring føltes som en personlig sejr, og udgjorde sammen med sine kollegaer Johanne Buchardt, Ellen Duurloo, Estrid Ott, Caja Rude og Karen Bjerresø en gruppe forfattere, der var endog meget optaget af kvindernes krav og ret til livet og anskuede den nye tid som både et løfte og en trussel. Bag kvindernes nyerhvervede sociale rettigheder står således forældede, uforløste billeder af manden, faderen og moderen i vejen for deres erobring af fremtiden og kan læses som indre traumer, fastlåste forestillinger om faderlig autoritet, eller mere omfattende konflikter mellem kønnene. Forførelseshistorien er også et gennemgående tema i Raaes forfatterskab, hvor kvinder bukker under for forførere og for deres egne indre besættelser og splittes mellem deres skæbnesbestemte begær og ensomheden. Raaes samtidige bekendtskaber fortæller, at hun gik op i kvindesagen, men at hendes forfatterskab uden tvivl i lige så høj grad var drevet af hendes litterære ambition i det hele taget.
Forfatterskabet gik skam heller ikke ubemærket hen i sin samtid, men nød derimod betydelig bevågenhed. Det er i den forbindelse værd at bemærke, at samtlige hendes romaner, på nær debuten, blev udgivet på Gyldendal, og hun modtog både Tørsleff & Co.s litterære Hæderslegat i 1947 og Thit Jensens Forfatterlegat i 1958. Udgivelserne omtaltes endda i den samlede danske dagspresse, herunder anmeldelser i Politiken, Ekstrabladet, Aarhus Stiftstidende, Fyns Tidende og Kristeligt Dagblad, hvori teolog Oscar Geismar skrev, at Raae ejede "Menneskekundskab for alle Pengene, og desuden behersker ... Sproget med en suveræn overlegenhed, saa baade Personer og Begivenheder lever i fuld Belysning." Derudover beskrives hendes opus i størstedelen af de større litteraturhistoriske værker fra perioden – ofte grupperet med andre af samtidens fremtrædende kvindelige forfattere, blandt andre Aase Hansen og ovennævnte Caja Rude og Ellen Duurloo – og flere skribenter havde fokus på kønsperspektivet, hvortil Karen Aabye og Tove Ditlevsen, foruden Raae og andre allerede nævnte, bidrog med et unikt indblik i kvindens særegne natur og psykologi. Niels Kaas Johansen skrev blandt andet i sin omtale af Bag den grønne Laage, at "Raaes Intuition og psykologiske Indfølingsevne kommer i hendes sidste Bog på Højde med Jørgen Nielsens ..."
Raae kom desuden på Finansloven, en hæder, der – i nutidige vendinger – påskønner "en sådan kunstnerisk produktion ... at vedkommende har placeret sig afgørende som kunstner" og blev i 1968 optaget i Magisterstaten.

## Priser
- Tørsleff & Co.s litterære Hæderslegat (1947)
- Thit Jensens Forfatterlegat (1958)

## Forfatterskab

### Bøger
- Raae, Ellen (1938). Den anden Kind. København: Arthur Jensens Forlag.
- Raae, Ellen (1941). Tidens Tryllespil. København: Gyldendal.
- Raae, Ellen (1942). Bag den grønne Laage. Billeder fra en Barndom. København: Gyldendal.
- Raae, Ellen (1944). De golde Drømmere. København: Gyldendal.
- Raae, Ellen (1947). Det tøvende Hjerte. København: Gyldendal.
- Raae, Ellen (1949). Frigørelsen. København: Gyldendal.
- Raae, Ellen (1955). Gæsten. København: Gyldendal.
- Raae, Ellen (1958). Den korte sommer. København: Gyldendal.

### Artikler
- Raae, Ellen (1945). "Høstvognen. Redegørelse og Spørgsmaal" (PDF). Danske Folkemål. 14: 120-129. ISSN 0106-4630. Arkiveret (PDF) fra originalen 8. august 2019. Hentet 8. august 2019.
- Raae, Ellen (1949). "Digteren fra Telemarken. Tarjei Vesaas som romanforfatter". Bogrevyen og Samleren. 5: 270-277.

### Oversættelser
- Harte, Bret (1915). En Eventyrer. John Martin.
- Harte, Bret (1915). En Mines Historie. John Martin.
- Benson, E. F. (1916). Dodo og hendes Datter. John Martin.
- Norton, Roy (1917). Kongens Sekretær. John Martin.
- White, Stewart Edward (1917). Den lange Rejse. John Martin.
- Henry, O. (1918). Eventyr paa Palmekysten. Med Jesper Ewald. John Martin.
- White, Stewart Edward (1918). Retfærdighedens Veje. John Martin.
- White, Stewart Edward (1919). Billys Grønskolling. John Martin.
- Henry, O. (1919). Det spøger. John Martin.
- Henry, O. (1919). Millionærernes Bagdad. John Martin.
- Henry, O. (1919). Onkel Sams Sønner. John Martin.
- Henry, O. (1920). En Skyskraber. Martin.
- Henry, O. (1920). Kalifen og Sjoveren. Martin.
- Henry, O. (1921). Haandbog for Friere. Martin.
- Hyne, C. J. Cutcliffe (1921). Herskerne i Atlantis. Martin.
- Henry, O. (1922). Storbyens Stemme. Martin.
- Henry, O. (1924). Millionbyens Børn. Martin.
- Locke, William (1929). Theophilus Birds Kongerige. Martin.
- Locke, William (1950). Daphne.
- Henry, O. (1970). Eventyr på Palmekysten. Med Jesper Ewald (Ny udgave). Vinten. ISBN 87-414-4415-9.

### Opslagsværker
- Agger, Gunhild m.fl. (1984). Demokrati og kulturkamp 1901-45. Dansk litteraturhistorie. Vol. 7. København: Gyldendal. s. 602-603. ISBN 87-01-24031-5.
- Dahl, Svend, red. (1959-1964). Dansk skønlitterært forfatterleksikon 1900-1950. København: Grønholt Pedersen.
- Harmer, Henning; Jørgensen, Thomas, red. (1974). Gyldendals litteraturleksikon. København: Gyldendal.
- Jensen, Hans Hald; Kaarsted, Tage, red. (1968). Magister-staten (6. udgave). København: Magisterforbundet.
- Lindtner, Niels Christian (1977). Danske og udenlandske forfattere efter 1914. Ajourført af Karin Elkjær og Poul Zerlang (4. omarbejdede udgave). København: Politiken. ISBN 87-567-2815-8.
- Woel, Cai M. (1945). Dansk Forfatterleksikon. 338 Biografier over nulevende danske Forfattere. København: Nordiske Landes Bogforlag.
- Woel, Cai M. (1956). Dansk Litteraturhistorie 1900-1950. Arnkrone.

### Artikler
- Hovmark, Henrik (2015). "Tidens kvinde: Ellen Raae og Ømålsordbogen" (PDF). Danske Talesprog. 15: 3-25. ISSN 1600-6038. Arkiveret (PDF) fra originalen 8. august 2019. Hentet 8. august 2019.
- Richard, Anne Birgitte (2005). "Ellen Raae. Kroppens rum. Tidens rum". Køn og kultur. Museum Tusculanums Forlag; Københavns Universitet. s. 190-215. ISBN 87-635-0287-9.